# Amarna-Brief EA 289

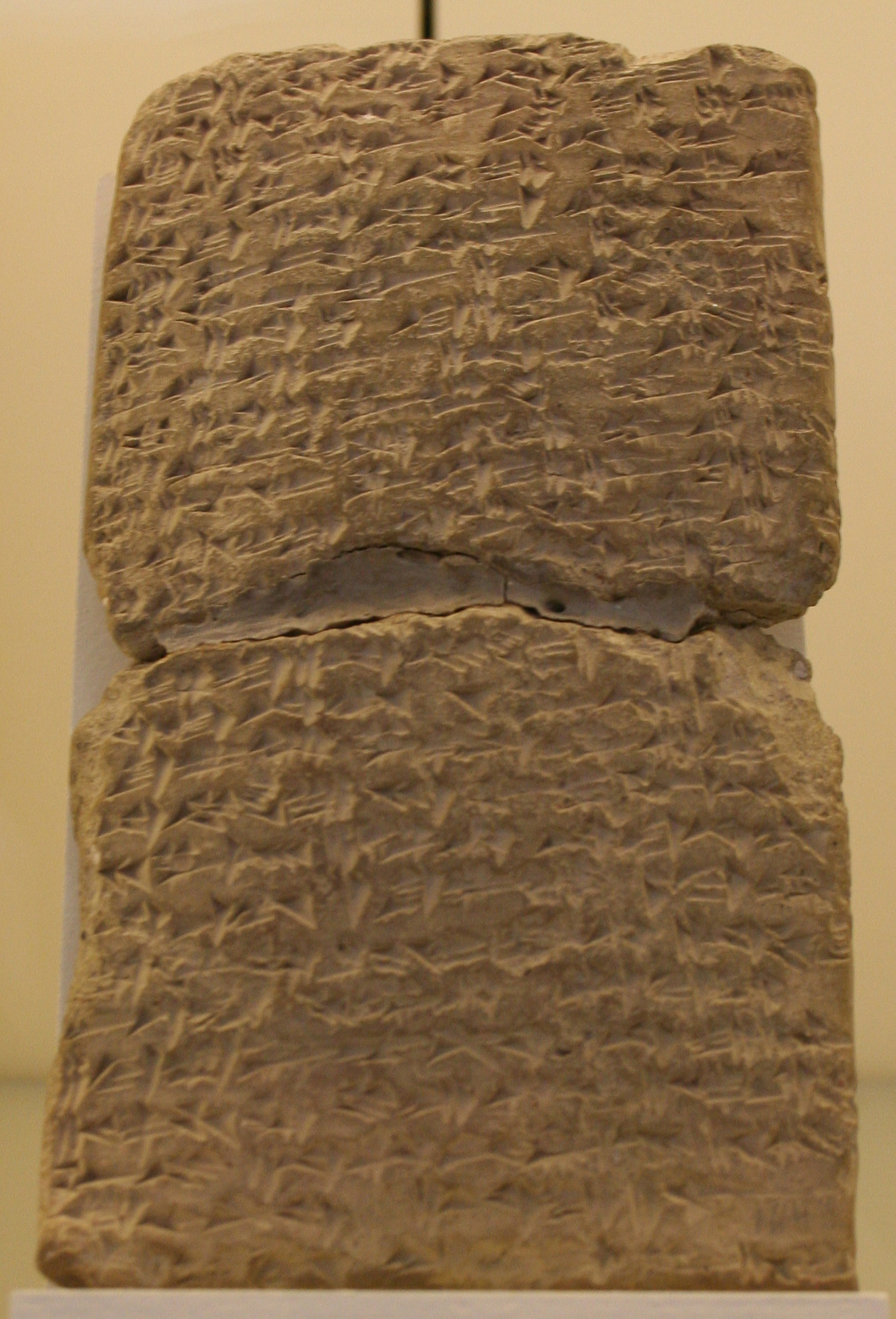
Amarna-Brief EA 288, von Abdi-Hepaṭ dem König von Jerusalem.

Amarna-Brief EA 289 ist ein Brief des Abdi-Hepaṭ, des Königs von Jerusalem an den Pharao. Er ist in akkadischer Keilschrift auf einer Tontafel geschrieben und gehört zu den Amarna-Briefen aus dem Palastarchiv des Pharao Echnaton. Dieses befand sich in dessen neu gegründeter Hauptstadt Achet-Aton („Horizont des Aton“), dem heutigen Tell el-Amarna. Heute befindet sich die Tafel im Vorderasiatischen Museum in Berlin, Inventarnummern VAT 1645 und VAT 2709.

## Akkadischer Text
Vorderseite:

1. [a-]na šarri(LUGAL)ri bêli(EN)-ia [qí-bi-ma]

2. um-ma mabdi(ÁRAD)-ḫi-ba mardu(ÁRAD)-k[a-ma]

3. a-na 2(m) šêpē(GÌRImeš) bêli(EN)-ia a[m-qut-mi]

4. 7(m)-ta-a-an ù 7(m)-ta-a-an [...]

5. a-mur mmil-ki-lim la-a i-pa-aṭ[-ṭa-ar]

6. iš-tu mârē(DUMUmeš) la-ab-a-ja ù [iš-tu]

7. mârē(DUMUmeš) ar-sà-wa a-na e-ri-š[i]

8. mât(KUR) šarri(LUGAL)ri a-na ša-šu-nu

9. lúḫa-zi-a-nu ša e-pa-aš ip-ša an-ni-wa

10. am-mi-nim šarri(LUGAL)ri la-a ša-al-šu

11. a-mur mmil-ki-lim ù mta-gi

12. ip-šu ša e-pu-šu an-ni-wa

13. e-nu-ma la-qí-ši alu(IRI) ru-bu-[t]ák[i]

14. ù i-na-an-na alu(IRI) ú-ru-s[a]-l[i]mki

15. šum-ma i-ba-aš-ši mâtu(KUR) an-ni-tu

16. a-na šarri(LUGAL)ri am-mi-nim <ne> e-nu-ma

17. alu(IRI) ḫa-za-tiki a-na šarri(LUGAL)ri ša-ak-na-at

18. a-mur mât(KUR) alu(IRI) gín-ti-ki-ir-mi-ilki

19. a-na mta-gi ù amêlūt(LÚmeš) alu(IRI) g[í]n-jiki

20. ma-ṣar-tú i-na bîti(É)-sa-a-ni i-ba-aš-ši

21. ù lu ni-pu-uš-mi e-nu-ma

22. <mârē(DUMUmeš)?> mla-ab-a-ja

23. ù mâtu(KUR) ša-ak-mi i-din-nu

24. a-na amêlūtu(LÚmeš) ḫa-pí-riki

Rückseite:

25. mmil-ki-lim [š]a-par a-na ta-g[i]

26. ù mârē(DUMUmeš) <la-ab-ba-ji> lu-ú a-mi-la-tu-nu

27. id-nu-mi gáb-bi e-ri-iš-ti-šu-nu

28. a-na amêlūt(LÚmeš) qí-il-jiki

29. ù lu-ú ni-ip-ṭú-ur alu(IRI) ú-ru-sa-limki

30. amêlūta(LÚmeš) ma-ṣar-ta5meš ša tu-ma-še-er

31. i-na qât(ŠU) mḫa-ja mār(DUMU) mi-ia-re-e

32. [l]a-qé-mi mad-da-ja ša-ka-an

33. i-na bîti(É)-šu i-na alu(IRI) ḫa-za-jiki

34. [ù] 2(u) amêlūti(LÚmeš) a-na mâtu(KUR) mi-iṣ-riki

35. ú-ma-še[-e]r[ l]u-ú [i]-te-mi šarri(LUGAL)ri

36. ia-a-nu-mi amêlūtu(LÚmeš) ma-ṣar-tu4 šarri(LUGAL)ri it-ti-ia

37. ki-na-an-na li-ib-lu-uṭ šarri(LUGAL)ri

38. lu-ú ir-pí-šu mpu-ú-ru

39. pa-ṭa-ar i-na ma-aḫ-ri-ia

40. i-na alu(IRI) ḫa-za-ti i-ba-aš-ši

41. ù li-iz-kúr šarri(LUGAL)ri i-na pa-ni-šu

42. ù lu-ma-še-er šarri(LUGAL) 5(u) amêlūta(LÚmeš)

43. ma-ṣar-ta a-na na-ṣa-ar mâti(KUR)

44. gáb-bi mât(KUR) šarri(LUGAL)ri pa-ṭa-r[a-at]

45. mu-še-ra mji-<<iḫ>>-en-ḫa-m[u]

46. ù li-te mât(KUR) šarri(LUGAL)ri

47. a-na lútúp-[š]ar(DUB.SAR) šarri(LUGAL)r[i bêli(EN)-ia]

48. [um]-ma mabdi(ÁRAD)-ḫi-ba ardu(ÁRAD)-[ka-ma]

49. a-wa-túmeš ba-n[a-ta]

Links:

50. i-din-mi a-na šar[ri](LUGAL)ri ma-at-ti danniš(MA.GAL)

51. a-na ka-ta5 ardu(ÁRAD)-ka a-na-ku

## Übersetzung
Vorderseite:

1. [Z]u dem König, meinem Herrn, [hat gesprochen]

2. also Abdiḫiba, d[ein] Diener:

3. Zu den 2 Füßen meines Herrn fi[el] ich [nieder]

4. 7mal und 7mal [...]

5. Siehe, Milkilim wei[cht] nicht

6. von den Söhnen Labajas oder [von]

7. den Söhnen Arzajas in Bezug darauf, zu verlangen

8. das Land des Königs für sie.

9. Einen Regenten, der eine solche Tat verübt,

10. warum zieht der König ihn nicht zur Rechenschaft?

11. Siehe Millkilim und Tagi,

12. die Tat, die sie verübt haben, ist diese:

13. nachdem sie Rubuda genommen haben,

14. [s]o (suchen sie) jetzt Urus[a]l[i]m (zu nehmen).

15. Wenn dieses Land gehört

16. dem König, warum (sich dabei aufhalten), ob

17. Ḫazati dem König zur Verfügung stände?

18. Siehe, das Land von Gintikirmil

19. gehört Tagi, und die Leute von G[i]nti

20. sind Besatzung in Bêtsâni,

21. und mit uns wird fürwahr dasselbe geschehen, nachdem

22. Labaja

23. und das Land Šakmi (alles) gegeben haben

24. den Ḫabiru.

Rückseite:

25. Milkilim ha[t] ges[c]hrieben an Tag[i]

26. und (seine) Söhne: “Fürwahr 2 sind unsere [...]

27. Gebet alles was sie verlangen,

28. den Leuten von Kilti!”

29. Sollen wir denn Urusalim fahren lassen?

30. Die Besatzungs-Leute, welche du gesandt hast

31. durch Ḫaja, den Sohn von Miarê,

32. ha[t] Addaja [ge]nommen (und) gelegt

33. in sein Haus in Ḫazati,

34. [un]d [2]0 [L]eute hat er nach Ägypten

35. gesa[nd]t. Es w[i]sse [fü]rw[a]hr der König,

36. (dass) keine Besatzungs-Leute des Königs bei mir sind!

37. Unter solchen Umständen ist, so wahr der König lebt,

38. Puuru fürwahr sein [...]

39. Er ist von mir abgezogen

40. (und) ist in Ḫazati.

41. So möge der König ihm (dies) vorhalten,

42. und der König möge senden 50 Besatzungs-

43. Leute zum Schützen des Landes!

44. Das ganze Land ist abgef[allen].

45. Sende Ji`enḫam[u],

46. und er kümmere sich um das Land des Königs!

47. Zu dem Tafelschreiber des Königs[, meines Herrn,]

48. [(sprach) al]so Abdiḫiba, d[ein] Diener:

49. Sch[öne] Worte

Links:

50. übergib dem König! Ich bin in hohem Grade [...]

51. dir, dein Diener bin ich.